# Египетский исламский джихад
«Еги́петский исла́мский джиха́д» (араб. الجهاد الإسلامي المصري‎) — террористическая исламистская группировка, ставящая своей целью свержение в Египте светского режима и создание на его территории исламского государства, а также борьбу против интересов США и Израиля, как в Египте, так и в соседних странах. Создана в конце 1970-х гг.

## История
Первый руководитель организации — выпускник Каирского университета Мохаммед Абдоссалям Фарадж. Организация признавала своим духовным наставником знаменитого «слепого шейха» Омара Абдель Рахмана.
В последующем группировка раскололась на две организации:
- Группа «Новый джихад» во главе с Аббуд аль-Зумаром, в большей степени сохраняет оригинальные принципы;
- «Авангард реконкисты» во главе с доктором Айманом аз-Завахири

В июне 2001 группировка аз-Завахири заявила о своем присоединении к «Аль-Каиде» Усамы бен Ладена, после чего аз-Завахири стал вторым лицом в «Аль-Каиде».
Располагала силами в несколько сотен боевиков.

## Террористическая деятельность
Аль-Джихад проводит вооруженные атаки против высокопоставленных правительственных чиновников. Как правило, при этом используются заминированные автомобили. Наиболее известные террористические акции «Египетского исламского джихада»:
- 6 октября 1981 — во время военного парада, посвящённого «победе» в войне 1973 года, группа лейтенанта Халеда Исламбули, совершила убийство президента Египта Анвара Садата

До 1993 года деятельность организации была сосредоточена на подготовке планов атак, подготовке боевиков, сборе информации, проникновении в государственные силовые учреждения и соблюдении строгой конспирации и секретности в работе. Начиная с 1993 года, организация переходит к открытому вооружённому противостоянию с государством, организовав ряд террористических актов против государственных деятелей и официальных лиц:
- август 1993 — покушение на министра иностранных дел Египта Хасана аль-Альфи.
- 18 августа 1993 — «Группа новый джихад» организовала покушение на министра внутренних дел. Погибли 5 человек, министр был ранен.
- 25 ноября 1993 — «Группа новый джихад» организовала покушение на премьер-министра Египта Атефа Седки[англ.]. Погибло 18 прохожих, но министр не пострадал.

Боевики этой организации многократно осуществляли нападения на иностранных туристов. В феврале 1990 террористы предприняли нападение на израильских туристов. В 1995 и 1998 взрывали бомбы в посольстве Египта в Исламабаде (Пакистан), планировали нападение на посольство США в Албании.
Среди прочих мишеней организации коптское национальное меньшинство в Египте. Антикоптский терроризм был развернут в 1972 и продолжался в течение 1970—1980-х гг. Зачастую принимал форму хулиганских действий и погромов. В коптских церквях террористы взорвали несколько бомб.
Члены этой организации действовали также на территории Йемена, Афганистана, Пакистана, Судана, Ливана, Великобритании.